# Ảnh hưởng của nội chiến Syria
Nội chiến Syria và Ảnh hưởng là tác động của Nội chiến Syria trong thế giới Ả Rập. Kể từ những cuộc biểu tình đầu tiên trong Mùa xuân Ả Rập, Nội chiến Syria ngày càng dữ dội vừa là cuộc chiến ủy nhiệm cho các cường quốc Trung Đông, Thổ Nhĩ Kỳ và Iran, vừa là điểm khởi đầu tiềm năng cho một cuộc chiến khu vực rộng lớn hơn. Những lo ngại về sau được nhận ra khi Nhà nước Hồi giáo Iraq và Levant (ISIL), một nhóm phiến quân thánh chiến Salafi và cáo buộc cựu chi nhánh al-Qaeda, thành lập ở Syria vào năm 2013, và sau đó kết hợp với Nội chiến Iraq thành một xung đột vào năm sau. Sự lan tỏa của Nội chiến Syria thường được mệnh danh là Mùa đông Ả Rập.